# Vestíbulo da vulva
O vestíbulo da vulva (vestíbulo vulvar, vestíbulo da vagina ou vestíbulo vaginal) é uma das partes constituintes da vulva, entre os lábios menores, onde se localizam as aberturas do meato urinário e da vagina. O seu perímetro é constituído pela linha de Hart. Representa a extremidade inferior do seio urogenital no estádio embrionário.

## Estruturas relacionadas
Várias estruturas abrem para o exterior na área do vestíbulo vulvar, nomeadamente, a uretra, a vagina, as glândulas de Bartholin e a glândula de Skene.
O orifício uretral externo (orificium urethræ externum; meato urinário) localiza-se a cerca de 25-30 mm atrás da glande do clítoris e imediatamente frente ao orifício vaginal; assume geralmente a forma de uma curta fenda sagital com margens levemente elevadas. Perto deste estão as aberturas dos ductos de Skene.
O orifício vaginal é uma fenda mediana abaixo e atrás da abertura da uretra; o seu tamanho varia inversamente ao do hímen.
À esquerda e à direita do vestíbulo vulvar estão os lábios menores. De fronte a estes estão o prepúcio do clítoris, o frenulum clitoridis e a glande do clítoris. Posteriormente a estes, localiza-se a comissura dos lábios menores ou frénulo dos lábios menores.
A linha de Hart, que limita o vestíbulo, marca, a partir das bordas internas dos lábios menores, a transição da pele vulvar para a pele de transição mais suave da vulva.

## Patologias
A prevalência de dor no vestíbulo vulvar é relativamente comum. Um estudo da Universidade do Michigan revelou que cerca de 28% das mulheres já tinham sentido dor nessa região corporal no passado e cerca de 8% tinha sentido essa dor nos últimos seis meses.